# 클럭 드리프트
클럭 드리프트(clock drift)는 클럭이 정확한 속도로 동작하지 않음으로써 발생하는 현상을 일컫는다. 클럭을 발생시키는 오실레이터가 온도나 압력 등의 변화에 의해 미세하게 영향을 받음으로써 나타난다. 일반적으로 이러한 현상은 지속적으로 나타나며, 기대되는 동작 속도보다 빠르거나 느리게 된다. 만약, 기대되는 동작 속도보다 미세하게 빠르게 영향을 미치면, 기준 클럭보다 앞서게 된다. 반면, 기대되는 동작 속도보다 미세하게 느리게 영향을 미치면, 기준 클럭보다 뒤처지게 된다. 클럭 드리프트는 시간이 지나면 지날수록 원래의 기준 시각과의 편차는 커지는 현상으로 확인이 가능하다. 마치 기준 클럭을 중심으로 떠다니는 느낌이 들기 때문에 클럭 드리프트라고 하는 것이다.